# Halogenación de alquenos
La halogenación de alquenos es una reacción química en la cual se adiciona un halógeno (generalmente Cl o Br) en cada uno de los carbonos adyacentes que se encuentran unidos por medio de un doble enlace. 

## Reactividad de halógenos
En las síntesis de laboratorios generalmente se utiliza bromo o cloro para producir derivados dihalogenados a partir de alquenos; el flúor es demasiado reactivo y difícil de controlar y la reactividad de yodo es muy baja, requiriéndose medios altamente energéticos para su reacción.

## Mecanismo de reacción
El mecanismo de reacción moderno fue propuesto por George E. Kimball e Irving Roberts en 1937 y explica mediante un intermediario catión halogenonio cíclico la estereoquímica de los productos obtenidos. Recientemente, George Olah pudo comprobar experimentalmente la existencia del intermediario bromonio cíclico, logrando obtener soluciones estables del mismo en un medio de dióxido de azufre líquido.

### A) Formación del catión halogenonio cíclico
En el caso de bromo, el mecanismo se inicia con la adición electrofílica del bromo, generándose un intermediario de reacción catión bromonio cíclico.

### B) Ataque nucleofílico del halogenuro
Posteriormente ocurre un ataque nucleofílico del anión bromuro con estereoquímica anti en el carbono que presenta una capacidad mayor de soportar una densidad de carga positiva.